# Hans Wever
Hans Wever (* 19. März 1922 in Holzminden; † 8. Juni 2015 in Berlin) war ein deutscher Werkstoffwissenschaftler und Metallphysiker. Er war von 1968 bis 1969 Rektor der Technischen Universität Berlin nach der alten Rektoratsverfassung sowie bis zum Amtsantritt des ersten gewählten Präsidenten, Alexander Wittkowsky, mit der Wahrnehmung der Aufgaben des Präsidenten beauftragt.

## Leben
Während seines Studiums wurde Wever 1954 Mitglied der KDStV Sauerlandia Münster im CV. Er arbeitete ab dem 25. Juli 1958 zuerst als Privatdozent und ab dem 25. August 1962 bis Mitte 1964 als wissenschaftlicher Rat am Lehrstuhl für Metallkunde in der Abteilung Hüttenwesen der Fakultät VII für Bergbau und Hüttenwesen der TU Berlin.
Ab Wintersemester 1964/65 bis Wintersemester 1971/72 war Wever Ordinarius und Institutsdirektor am Lehrstuhl für Metallphysik. Nach der Anwendung des neuen Universitätsgesetzes und der Umstellung der Fakultäten auf Fachbereiche wirkte Wever bis 30. September 1988 als ordentlicher Professor für das Fachgebiet Metallphysik am Institut für Metallforschung im Fachbereich (17) Werkstoffwissenschaften. Er stand von 1968 bis 1969 als Rektor der TU Berlin vor.
Als am 1. August 1969 das neue Universitätsgesetz (UniG) in Kraft trat, wurde Wever mit der Wahrnehmung der Aufgaben des Präsidenten bis zum Amtsantritt des ersten gewählten Präsidenten, Alexander Wittkowsky, beauftragt.